# Паралельне паркування

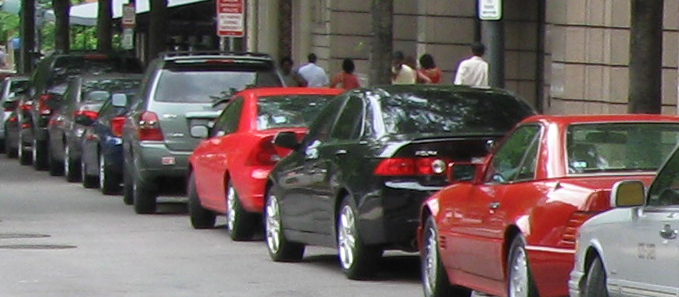
Паралельно припарковані автомобілі у Вашингтоні, округ Колумбія

Паралельне паркування, анімація

Зворотна демонстрація паралельного паркування

Паралельне паркування — метод паркування автомобіля паралельно дорозі, в лінію з іншими припаркованими автомобілями. Для здійснення паралельного паркування, зазвичай необхідно спочатку трохи проїхати повз місце паркування, а потім заднім ходом заїхати туди. Подальше коректування положення автомобіля здійснюється з допомогою переднього і заднього ходу.
Паралельне паркування вважається однією з найскладніших навичок для водіїв-початківців, але є обов'язковою частиною більшості водійських іспитів. Паралельне паркування дозволяє водієві припаркувати автомобіль в менший простір, ніж при паркуванні рухом вперед (прямому паркуванні). Якщо для прямого паркування потрібно не менше двох порожніх автомобільних місць (якщо паркування не здійснюється рухом назад), то для паралельного паркування, достатньо півтора місця.

## Кроки
1. Рухаємося прямо вздовж дороги і зупиняємося поруч з автомобілем, перед яким хочемо припаркуватися. Зупинитися потрібно так, щоб задні колеса вашого автомобіля проїхали лінію заднього бампера машини, яка стоїть біля бордюру. Можна відразу зупинити задні колеса на цій лінії, але тоді важко буде повернути кермо. Орієнтуватися можна по задній стійці або спинці заднього сидіння. Бічний інтервал між машинами має бути приблизно 1 метр.
2. Починаємо рух назад на мінімальній швидкості. Як тільки ваші задні колеса порівняються з лінією заднього бампера “сусіда” (можна орієнтуватися по спинці заднього сидіння вашої машини), швидко повертаємо кермо вправо до упору і продовжуємо повільний рух. Одночасно доведеться ще стежити за дорогою, так як ліве крило зараз буде сильно виступати на проїжджу частину.
3. Коли автомобіль займе положення приблизно 40-45 градусів до тротуару (чим довший ваш автомобіль, тим кут повинен бути меншим), треба зупинитися і вирівняти колеса в положення “прямо”.
4. Коли ваш передній правий кут перетне лінію заднього бампера автомобіля, який стоїть попереду (на схемі це пунктирна лінія), зупиняємося і повертаємо колеса до упору вліво.
5. Утримуємо поверненими колеса і продовжуємо рух заднім ходом до тих пір, поки машина не розташується паралельно тротуару. Стежимо за автомобілем, який знаходиться позаду, щоб випадково не зачепити його. Вирівнюємо колеса.
6. Паркування завершене. Можна буде трохи подати вперед або назад, щоб у автомобіля, який залишився позаду, було місце для виїзду.